# فيكتور روبلس
فيكتور روبلس هو لاعب كرة قاعدة دومينيكاني، ولد في 19 مايو 1997 في بلدية سانتو دومينغو ايست ‏ في جمهورية الدومينيكان.

## وصلات خارجية
- فيكتور روبلس على موقع دوري كرة القاعدة الرئيسي (الإنجليزية)
- فيكتور روبلس على موقعبيزبول رفرنس.كوم (الدوري الرئيسي) (الإنجليزية)
- فيكتور روبلس على موقعبيزبول رفرنس.كوم (الدوري الثانوي) (الإنجليزية)
- فيكتور روبلس على موقع إي إس بي إن.كوم (أم.أل.بي) (الإنجليزية)
- فيكتور روبلس على موقع مشجعي الرسوم البيانية (الإنجليزية)